# Refugium glaciale
Un refugium glaciale (plurale refugia glaciali) è una regione geografica che rese possibile la sopravvivenza di flora e fauna nei periodi delle ere glaciali e consentì una ricolonizzazione postglaciale. Possono distinguersi diversi tipi di refugia glaciali, ossia refugia di nunatak, periferici e di bassopiano. I refugia glaciali sono stati suggeriti come una delle principali cause delle distribuzioni di flora e fauna sia alle latitudini temperate che a quelle tropicali. Tuttavia, malgrado l'uso continuo dei refugia storici per spiegare l'odierna distribuzione delle specie, specialmente tra gli uccelli, sono stati avanzati dubbi sulla validità di tali deduzioni, in quanto gran parte della differenziazione tra le popolazioni osservata oggi può essere accaduta prima o dopo la loro restrizione nei refugia.